# Place du Commandant-Jean-L'Herminier
La place du Commandant-Jean-L'Herminier est une voie de Nantes en France.

## Situation et accès
La place, essentiellement piétonne, se trouve en bordure nord du quai de la Fosse légèrement en aval du pont Anne-de-Bretagne, seule sa partie ouest est ouverte à la circulation automobile. 
Située à la limite des quartiers du centre-ville et de celui de Dervallières - Zola, les artères qui y débouchent sont les rues Charles-Brunellière, Mazagran, Ferréol-Bolo, ainsi qu'un passage piétonnier intégré à la place permet de rejoindre l'impasse du Sanitat par des escaliers. La rue du Bâtonnier-Guinaudeau longe le côté est de la place sans réellement la desservir.

## Origine du nom
Elle rend hommage au commandant Jean L'Herminier qui refusa de participer au sabordage de la flotte française à Toulon et rejoignit les Forces françaises libres à Alger.

## Historique
L'aménagement de la place résulte de la reconstruction de la ville de Nantes après la Seconde Guerre mondiale, puisque le secteur fut endommagé par les bombardements de 1943. En effet, avant le conflit le « passage du Sanitat » (dont l'actuelle « rue Ferréol-Bolo » reprend une partie du tracé) débouchait directement sur le quai de la Fosse.
La place prend son nom actuel à la suite d'une délibération du conseil municipal du 18 mars 1957. 
Au début des années 1990, la place est réaménagée sur une bonne partie de sa surface entre la rue de Mazagran et celle du Bâtonnier-Guinaudeau, incluant la construction d'un parking souterrain dont le toit-terrasse dépasse d'un mètre le niveau du quai de la Fosse. Celui-ci fut agrémenté d'une œuvre de l'artiste américain Dan Graham baptisée « Nouveau labyrinthe », qui a fait l'objet d'un procès pour malfaçon entre la ville, l'artiste et l'associé de ce dernier l'architecte allemand Erick Recke.
Malgré tout, l'esthétique de la place ne semble satisfaire personne et la municipalité envisage sa restructuration dans les prochaines années, dans le cadre du projet de doublement du pont Anne-de-Bretagne situé en face

## Bâtiments remarquables et lieux de mémoire

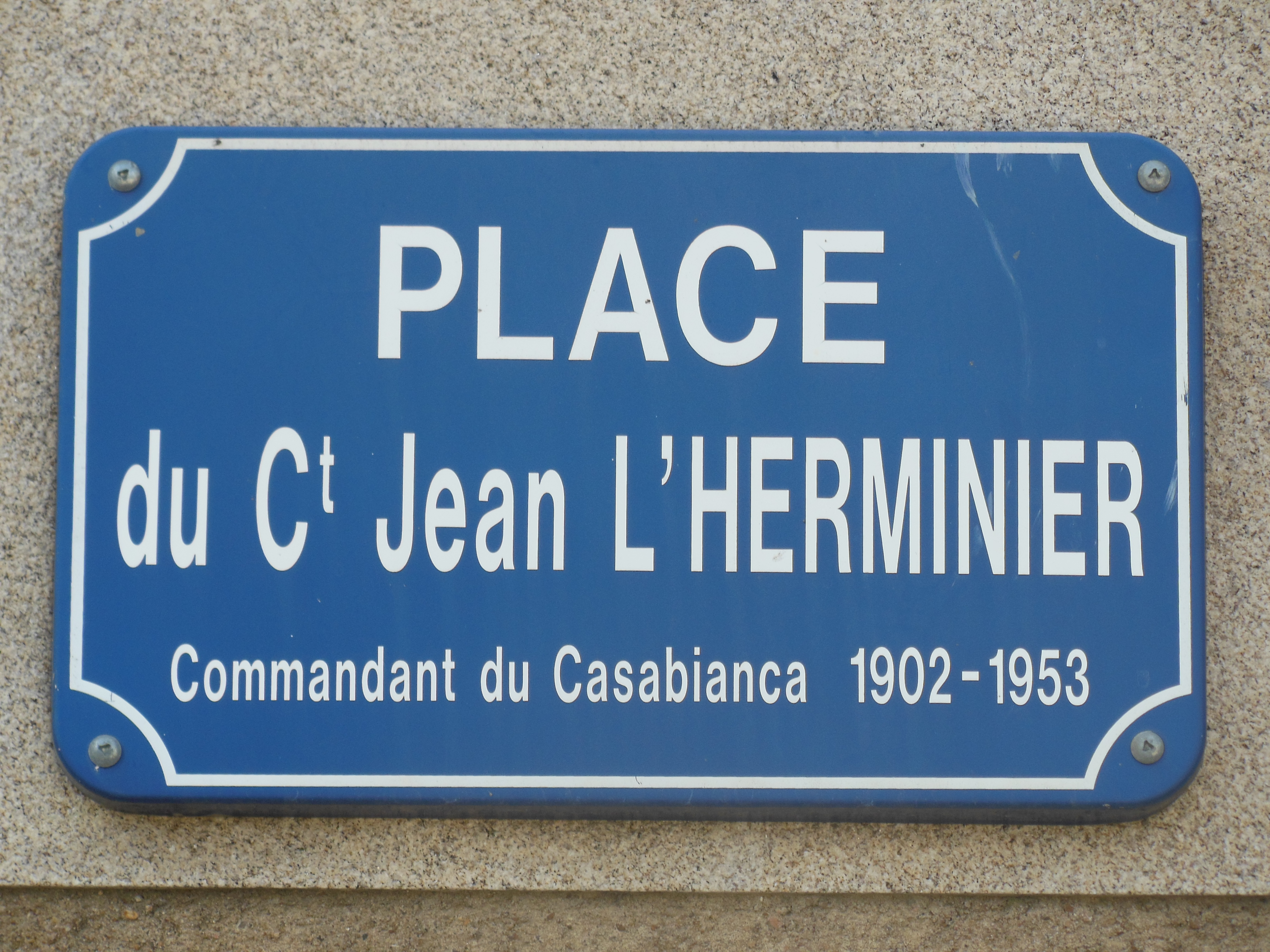
Place du Commandant-Jean-L'Herminier, panneau